# Garfield Originals
Garfield Originals – serial animowany stworzony przez Jima Davisa i Philippe'a Vidala. Serial miał swoją premierę we Francji 6 grudnia 2019 na kanale France 3 w bloku programowym Okko, ale jest też dostępny na France.tv.
Seria została opracowana we współpracy z francuskimi Dargaud Media i Ellipsanime i jest trzecim serialem animowanym opartym na komiksie Garfield, po Garfield i przyjaciele i The Garfield Show.  Jest podobny do Garfield Quickies and The Garfield Shorts, serii krótkich filmów zawierających gagi i został po raz pierwszy pokazany na stronach internetowych Dargaud Media i Mediatoon Distribution, a następnie oficjalnie ogłoszony na oficjalnej stronie Garfield. 
Garfield Originals został przejęty przez ViacomCBS w ramach zakupu franczyzy przez firmę.